# F. League 2009-2010
La F. League 2009-10 è la 3ª edizione della massima divisione giapponese di calcio a 5.

## Squadre
Le squadre che hanno partecipato alla 3ª edizione della massima divisione giapponese 2009/2010 sono:
| Squadre               | Città/Prefettura    | Palazzetto                          | Anno di fondazione |
| --------------------- | ------------------- | ----------------------------------- | ------------------ |
| Espolada Hokkaido     | Sapporo, Hokkaidō   | Hokkaido Prefectural Sports Center  | 2008               |
| Bardral Urayasu       | Urayasu, Chiba      | Urayasu General Gymnasium           | 1998               |
| Fuchū Athletic        | Fuchū, Tokyo        | Fuchu Sports Center                 | 2000               |
| ASV Pescadola Machida | Machida, Tokyo      | Machida Municipal General Gymnasium | 1999               |
| Shonan Bellmare       | Hiratsuka, Kanagawa | Odawara Arena                       | 2007               |
| StellAmigo            | Hanamaki, Iwate     | Hanamaki Arena                      | 1996               |
| Nagoya Oceans         | Nagoya, Aichi       | Taiyo Yakuhin Ocean Arena           | 2006               |
| Shriker Osaka         | Osaka, Osaka        | Osaka Municipal Central Gymnasium   | 2002               |
| Deução Kobe           | Kōbe, Hyogo         | Kobe Green Arena                    | 1993               |
| Vasagey Oita          | Ōita, Ōita          | Oozu Sports Park                    | 2003               |

## Classifica
| P  | Team                      | Pts | Pld | W  | D  | L  | GF  | GA | GD  | Qualificata            |
| -- | ------------------------- | --- | --- | -- | -- | -- | --- | -- | --- | ---------------------- |
| 1  | Nagoya Oceans             | 69  | 27  | 22 | 3  | 2  | 108 | 58 | +50 | AFC Futsal Club Champ. |
| 2  | ASV Pescadola Machida     | 51  | 27  | 15 | 6  | 6  | 98  | 84 | +14 |                        |
| 3  | Shriker Osaka             | 47  | 27  | 14 | 5  | 8  | 68  | 50 | +18 |                        |
| 4  | Espolada Hokkaido         | 40  | 27  | 12 | 4  | 11 | 80  | 81 | -1  |                        |
| 5  | Vasagey Oita              | 39  | 27  | 10 | 9  | 8  | 62  | 61 | +1  |                        |
| 6  | Bardral Urayasu           | 37  | 27  | 10 | 7  | 10 | 62  | 64 | -2  |                        |
| 7  | Deução Kobe               | 34  | 27  | 8  | 10 | 9  | 66  | 63 | +3  |                        |
| 8  | Shonan Bellmare           | 25  | 27  | 6  | 7  | 14 | 76  | 88 | -12 |                        |
| 9  | StellAmigo Iwate Hanamaki | 17  | 27  | 4  | 5  | 18 | 52  | 86 | -34 |                        |
| 10 | Fuchū Athletic            | 16  | 27  | 4  | 4  | 19 | 51  | 88 | -37 |                        |

### Verdetti
- Nagoya Oceans  Campione del Giappone 2009-2010
- Nagoya Oceans qualificata alla AFC Futsal Championship

Vedi: F. League

## Premi

### Premio Fairplay
- Espolada Hokkaido

2009 - 10

### Premi individuali

#### Most Valuable Player (MVP)
- Igor (Osaka)

2009 - 10